# Vintersorg
Vintersorg är ett viking-/folk metal-band från Skellefteå. Det består av två fasta medlemmar, Andreas Hedlund (frontfigur) och Mattias Marklund. Bandet grundades 1994 under namnet Vargatron och deras första album Hedniskhjärtad släpptes 1998, idag säljs deras skivor över hela världen. Hedlund var även med i norska black metal-bandet Borknagar. Båda medlemmarna var tidigare med i folk metal-gruppen Otyg.
Bandet har genom åren utvecklats från att göra folk metal till ett mer post-black metal-sound (blackgaze). Med åren har de även blivit mer progressiva. Bandets nionde fullängdsalbum Orkan gavs ut i juli 2012, därefter Naturbål 2014, och senast Till Fjälls del II 2017.

## Bandmedlemmar
Nuvarande medlemmar
- Vintersorg (Andreas Hedlund) – sång, gitarr, basgitarr, keyboard, programmering (1994– )
- Mattias Marklund – gitarr, bakgrundssång (1999– )
- Simon Lundström – basgitarr, bakgrundssång (2015– )

Turnerande medlemmar
- Benny Hägglund – trummor (2000–2004)
- Vidvandre (Christer Pedersen) – keyboard (2000)
- Andreas Stenlund – gitarr (2001–2002)
- Nils Johansson – keyboard (2001–2003)
- Tyr (Jan Erik Tiwaz) – basgitarr, bakgrundssång (2003–2004)
- Markus Sundquist – keyboard (2003–2004)
- Johan Lindgren – basgitarr (2004)

Studiomusiker
- Steve DiGiorgio – basgitarr
- Asgeir Mickelson – trummor
- Lars Nedland – hammondorgel, sång
- Benny Hägglund – trummor
- Johan Lindgren – basgitarr

## Diskografi
Studioalbum
- Till fjälls (1998)
- Ödemarkens son (1999)
- Cosmic Genesis (2000)
- Visions from the Spiral Generator (2002)
- The Focusing Blur (2004)
- Solens rötter (2007)
- Jordpuls (2011)
- Orkan (2012)
- Naturbål (2014)
- Till fjälls, del II (2017)

EP
- Hedniskhjärtad (1998)

Singlar
- "Fjällets mäktiga mur" (2017)
- "Jökelväktaren" (2017)